# A Arte da Luz Tem 20.000 Anos
A Arte da Luz Tem 20.000 Anos é uma média-metragem documental portuguesa de 2014, realizada por João Botelho e com produção de Alexandre Oliveira para a Ar de Filmes. O filme explora a origem da Arte, através das gravuras rupestres do Vale do Côa, o legado de artistas com milhares de anos classificado como Património Mundial da Humanidade. É protagonizado por Joana Botelho e António Martinho Baptista (Diretor do Parque Arqueológico do Côa). O filme fez parte da seleção oficial da 4ª edição do Festival Internacional de Cinema de Vila Nova de Foz Côa, onde estreou a 14 de setembro de 2014.

## Sinopse
Joana Botelho é guiada pelo arqueólogo António Martinho Baptista na sua visita ao conjunto de arte rupestre do Parque Arqueológico do Vale do Côa, passando por algumas zonas que não estão acessíveis ao público. Explora o maior tesouro artístico de gravuras ao ar livre, uma arte de ambientes abertos que joga com a luminosidade, uma "Arte da Luz". Este vale é um local único no mundo graças à arte rupestre que reúne vários momentos da pré-história, proto-história e história, mas também por apresentar a mais importante coleção de esculturas figurativas do Paleolítico que se conhece hoje.
No Vale do Côa, a Arte da Luz está em todo o seu esplendor, sempre diante de todos, mesmo para aqueles que ainda não a viram. A arte é condição primordial da existência humana e da sua liberdade. Embora o cinema ainda seja descrito como uma arte jovem (por ter pouco mais de cem anos), a origem e o interesse em contar histórias através da luz e da sombra vem quase desde o início da existência humana.

## Elenco
- António Martinho Baptista[8]
- Joana Botelho[9]
- Cláudio da Silva
- Ricardo Aibéo

## Produção
A Arte da Luz Tem 20.000 Anos é uma média-metragem portuguesa com 55 minutos de duração, produzida por Alexandre Oliveira para a Ar de Filmes, com a participação da Câmara Municipal de Vila Nova de Foz Côa. Para o filme, o realizador optou por gravar a sua filha, Joana Botelho, numa visita ao Parque Arqueológico do Vale do Côa.

## Temas e estética

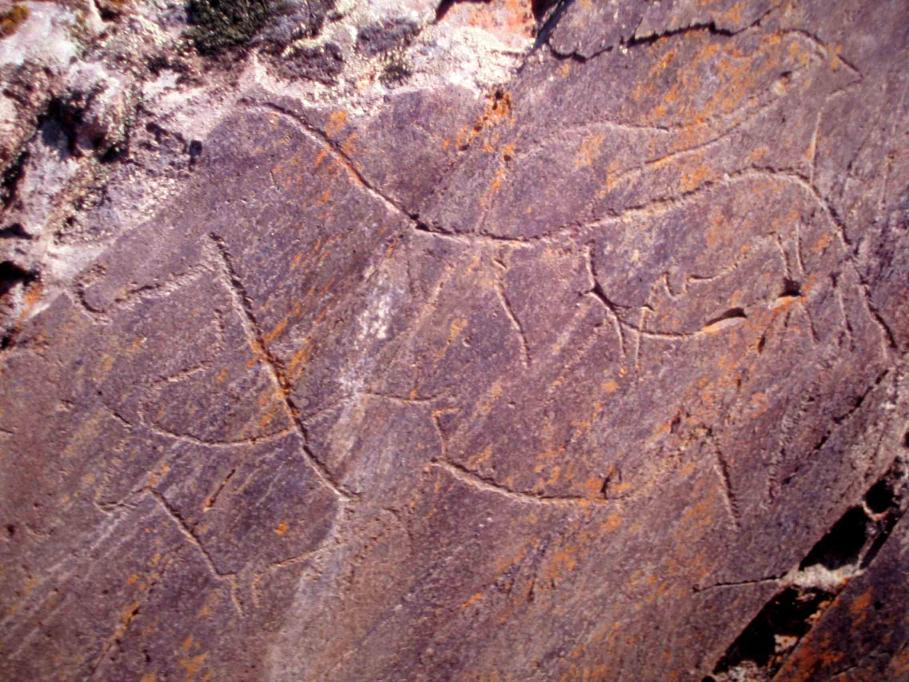
O filme explora a origem da Arte, através das gravuras rupestres do Vale do Côa.

Botelho filmou num registo educacional, em torno de Foz Côa. António Martinho Baptista, funciona como o guia e tutor, apresentando o verdadeiro impacto das obras descobertas na região e aquilo que representam a nível nacional e internacional. Apesar deste registo, há uma qualidade interventiva da obra, quando relembra o plano de governo de afundar as gravuras rupestres através de uma barragem (ideia que nasceu ainda nos anos 50, mas ganhou novos desenvolvimentos nos anos 90). Acerca deste aspeto, o realizador escreve na sua nota do filme: "Benditos sejam os que lutaram contra quem queria inundar e sepultar para sempre talvez o maior tesouro artístico que existe em Portugal. Benditos sejam os que nos livraram do pecado infeto da destruição irremediável do legado de artistas geniais que produziram a maior concentração da grande “Arte da Luz” que no mundo aconteceu!"
Com A Arte da Luz Tem 20.000 Anos, João Botelho procura uma correspondência na expressão artística da paisagem do Vale do Côa com a sua própria abordagem ao cinema. De facto, as luzes e sombras que caracterizam o cinema criado pelo realizador estão frequentemente em encontro com a pintura para reforçar a encenação. No filme, para retratar este detalhe, Botelho chega a contrastar visualmente o realismo da visita de Joana Botelho com a encenação do que chamou "fantasmas do Côa", os antepassados dos portugueses que começaram a fazer arte e a captar o movimento, algo que a 7ª arte viria a conquista milhares de anos depois.

## Distribuição
A apresentação do filme decorreu a 14 de setembro de 2014, na 4ª edição do CineCoa, Festival Internacional de Cinema de Vila Nova de Foz Côa. Desde então, A Arte da Luz Tem 20.000 Anos tem sido, acima de tudo, distribuído em ciclos de cinema e sessões educativas para escolas. Por exemplo, a 5 de dezembro de 2014 foi exibido num evento de museologia do Museu José de Guimarães e, a 2 de dezembro de 2016 foi exibido em paralelo com a abertura da Exposição "COA: A Arte da Luz", no Museu Arqueológico do Carmo, em Lisboa. A 22 de março de 2017, uma parceria entre os Caminhos do Cinema Português e o Centro de Estudos Cinematográficos organizou em Conímbriga, um ciclo de cinema arqueológico que exibiu o filme, numa sessão comentada por António Baptista, diretor do Museu do Côa. Em 2018, foi integrado nas Celebrações do Ano Europeu do Património Cultural e do Dia da Língua Portuguesa e Cultura na CPLP, com exibição na Universidade de Estudos Internacionais de Xangai. Desde 2015, a média-metragem tem também sido exibida com a curta-metragem Nos Campos em Volta, também de Botelho, tal como se sucedeu na edição de 2015 do IndieLisboa.
A 7 de fevereiro de 2018, a RTP2 transmitiu A Arte da Luz Tem 20.000 Anos, data a partir da qual ficou disponível na plataforma de streaming RTP Play. A obra integra também a plataforma Filmin.

### Festivais
Segue-se uma lista dos principais festivais para os quais A Arte da Luz Tem 20.000 Anos foi selecionado:
- Festival CINECOA (Portugal, 14 de setembro de 2014).[10]
- IndieLisboa (Portugal, 24 de abril de 2015).[3]
- Rencontres du Film d'Archéologie du Grand Narbonne (França, 2 de outubro de 2015).
- Lisbon & Sintra Film Festival (Portugal, 2018).[18]
- Vista Curta (Portugal, 2019).[19][20]
- 9ª Festival de Culturas Ibero-Americanas (Suécia, 2020).

## Receção crítica
O cinéfilo Jorge Pereira (C7nema) comparou positivamente o filme em relação à curta-metragem de Botelho de 2015, Nos Campos em Volta, defendendo que A Arte da Luz Tem 20.000 Anos abandona "o mero postal turístico e arqueológico". Conclui que "no final, fica um desejo enorme de visitar localmente Foz Côa (...) As gravuras não sabem nadar, mas sabem brilhar. E João Botelho conseguiu aqui mostrar isso."